# (16105) Marksaunders
(16105) Marksaunders est un astéroïde de la ceinture principale.

## Description
(16105) Marksaunders est un astéroïde de la ceinture principale. Il fut découvert le 14 novembre 1999 à la station Anderson Mesa par le programme LONEOS. Il présente une orbite caractérisée par un demi-grand axe de 3,06 UA, une excentricité de 0,13 et une inclinaison de 10,6° par rapport à l'écliptique.

## Compléments